# 骨儀
骨仪（6世纪—617年），隋朝大臣，京兆长安（今陕西西安）人。《北史》以为天竺胡人。
骨仪性情刚鲠，有不可夺之志，开皇初年为侍御史，执法公允，不被权势所左右。隋炀帝嗣位，转任尚书左司郎。当时朝政渐渐混乱，贿赂公行，凡是当枢要职位的人物，不论出身贵贱，家中都有金宝。天下士大夫无不变节，而骨仪励志守节，耿直超越他人。隋炀帝嘉赏他清苦，拜任他京兆郡丞，更加公平方正。
当时刑部尚书卫玄兼领京兆内史，行为很是诡诈，被骨仪所制止纠正。卫玄虽感到不便，也对无可奈何。李渊起兵，卫玄害怕引祸及己，于是称老病托辞，什么也不管。骨仪与阴世师同心协力，抵抗唐军。二人还将李渊父祖墓掘开。唐军入长安，骨仪父子一起被诛，后代断绝。